# Калинівка (Кагарлицька міська громада)
Кали́нівка (МФА: [kɐˈɫɪɲiu̯kɐ] ( прослухати)) — село в Україні, у Обухівському районі Київської області. Населення становить 29 осіб.

## Географія
У селі бере початок річка Трубийлівка.